# 四川历史
四川在距今25,000年前开始出现文明，并形成以三星堆文明为代表的高度发达的古蜀文明。秦朝统治四川后，四川逐渐融入中原文化并成为中国历史的重要组成部分。

## 古蜀文明

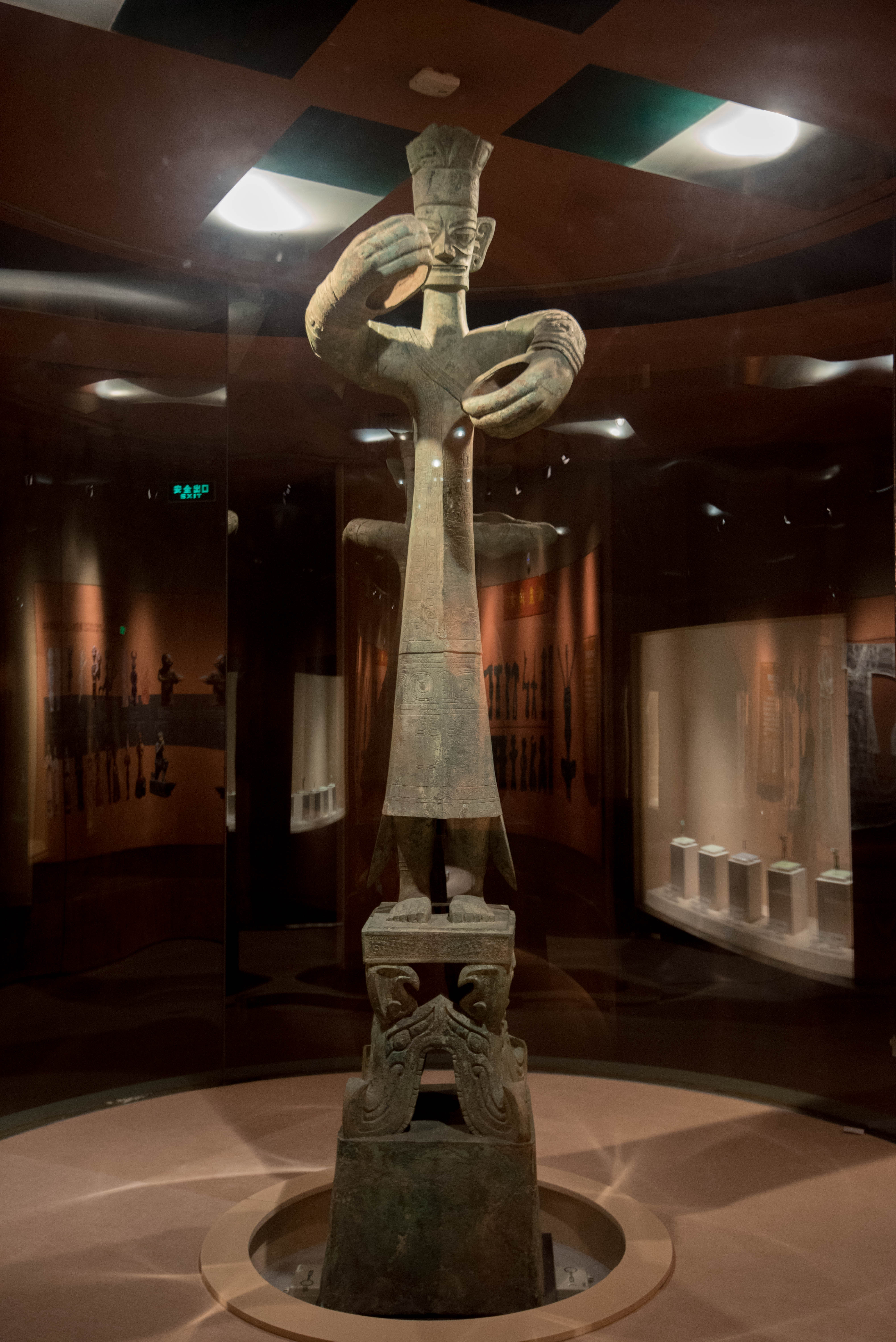
三星堆遗址出土青铜立人像

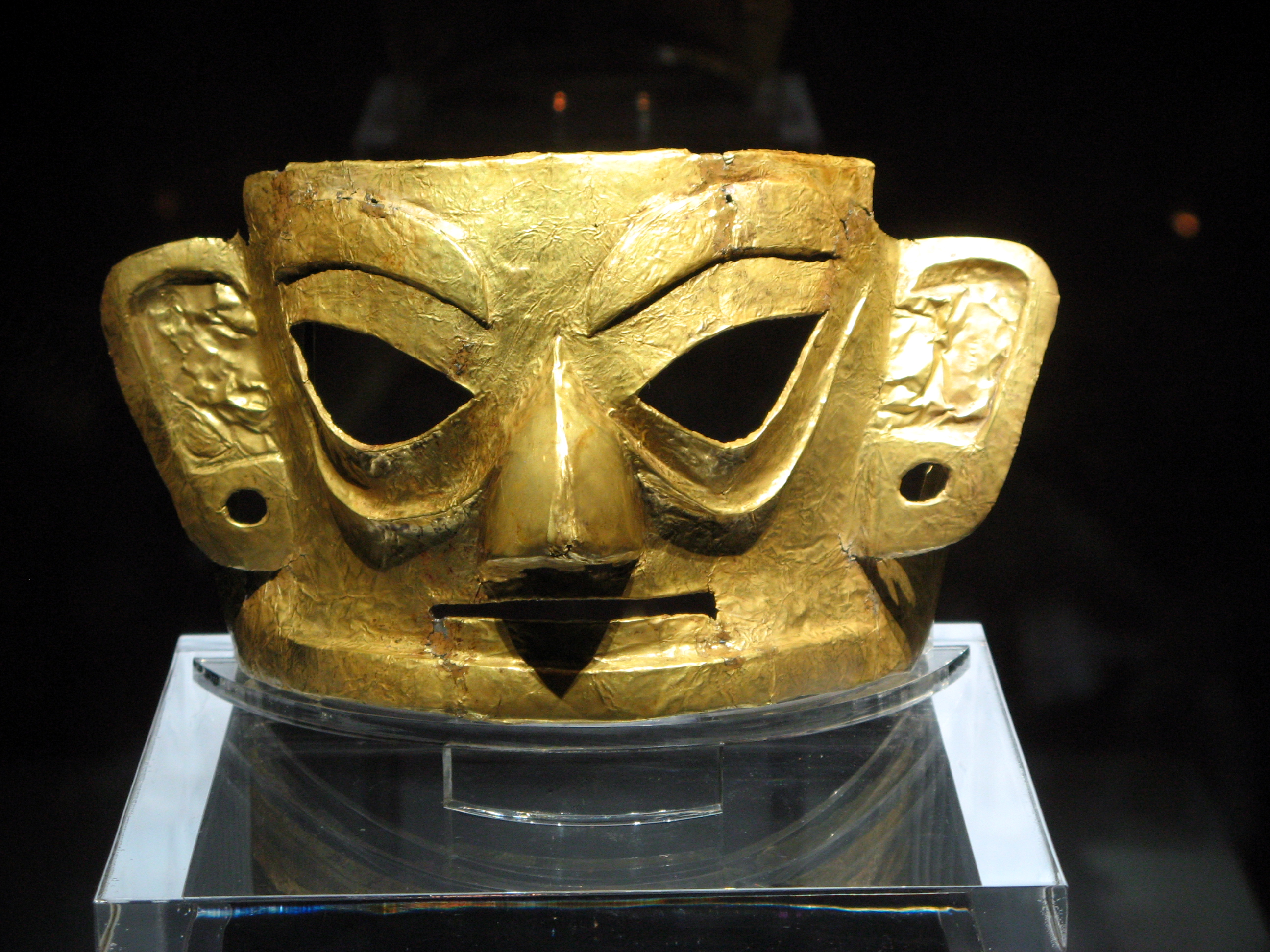
金沙遗址出土金面具

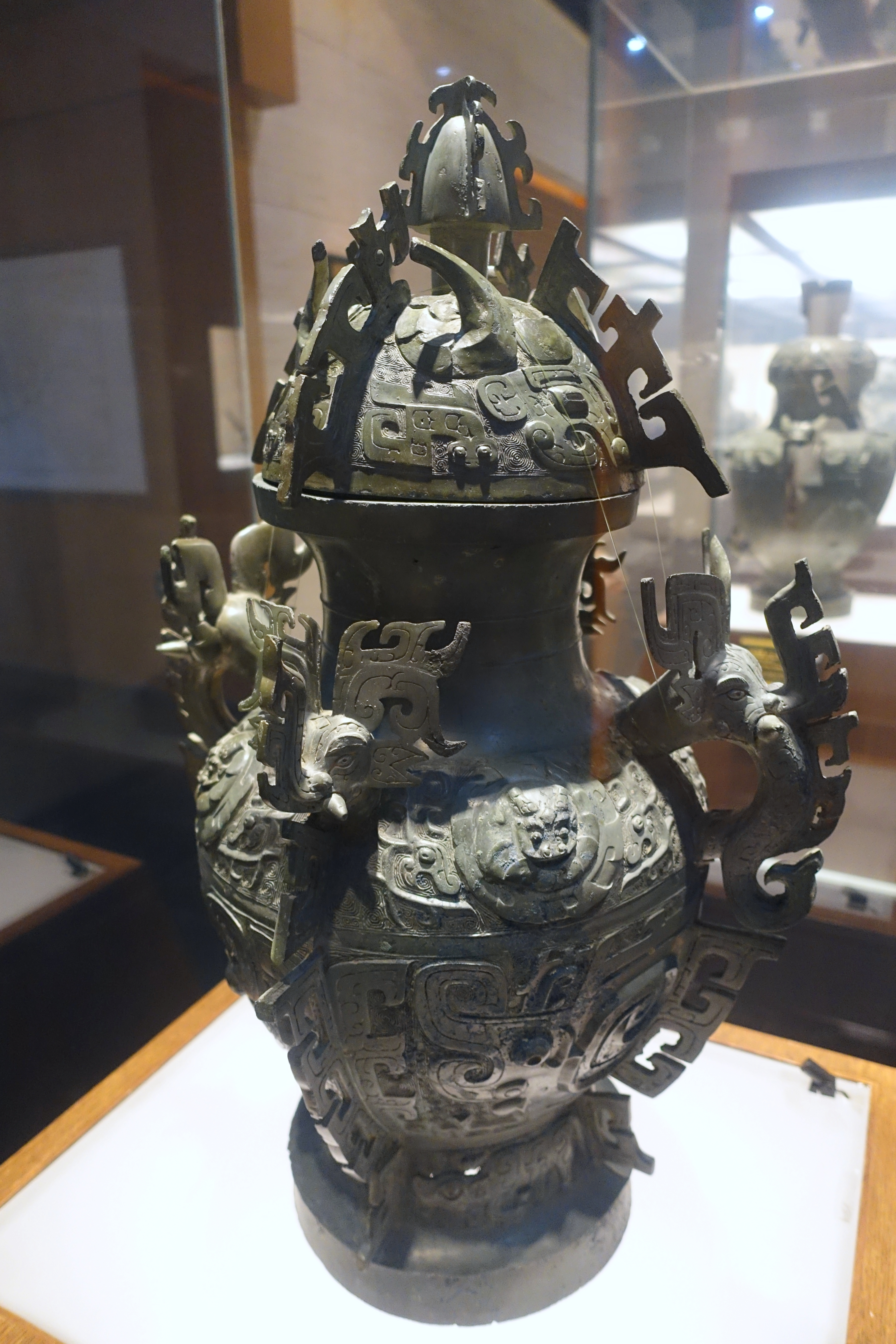
彭县竹瓦街窖藏出土的象首耳兽面纹铜罍

据考古发现，200多万年前旧石器时代早期，四川便开始有了人类活动。四川境内有已被命名的旧石器时代文化遗址四处。距今7~8千年的时候，四川地区逐渐进入新石器时代。新石器时代遗址分布很广，目前已发现200多处，其中最具代表性的有广汉三星堆遗址、广元营盘梁遗址、西昌礼州遗址等。
约4~5千年前，四川地区进入上古传说时期，这一时期大约同中原的夏、商、周时期相当。此时的古史传说内容主要关于，上古四川先王世系和活动，较著名的有大禹导江、杜宇化鹃、长苰化碧等。
商周时期，在成都平原建立的奴隶制政权蜀国可能与古史传说中的“三代蜀王”——蚕丛、柏灌、鱼凫有关。大约在夏商之际，蜀人部落从今茂县一带迁徙至成都平原。“三代蜀王”之后，大约相当于中原西周时期，杜宇王朝建立，其间蜀国的都城迁至郫邑（今郫县），杜宇王朝采用君主世袭制，势力强大，其势力基本覆盖了整个四川盆地。大约相当于春秋時期早期，杜宇氏禅位于治水有功的蜀相鳖灵，鳖灵建立了开明王朝。

## 戰國至秦汉

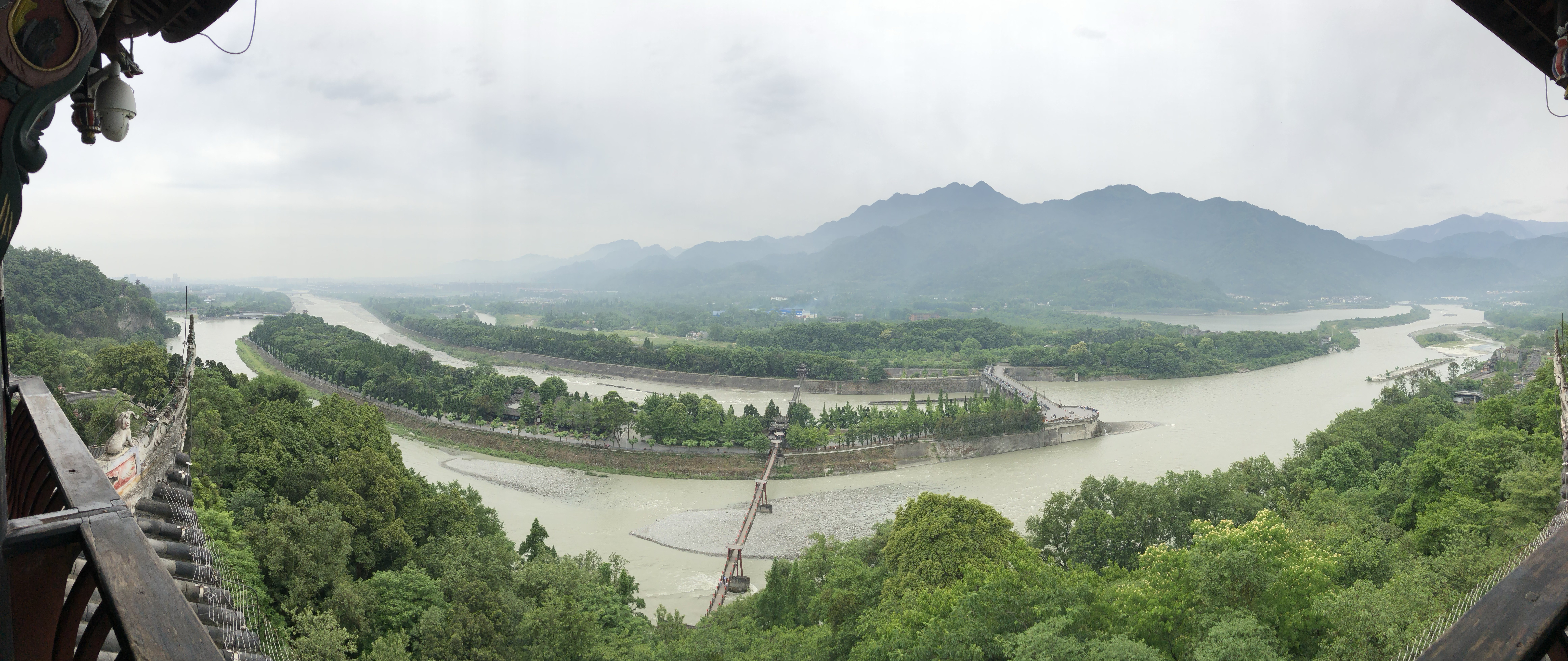
都江堰

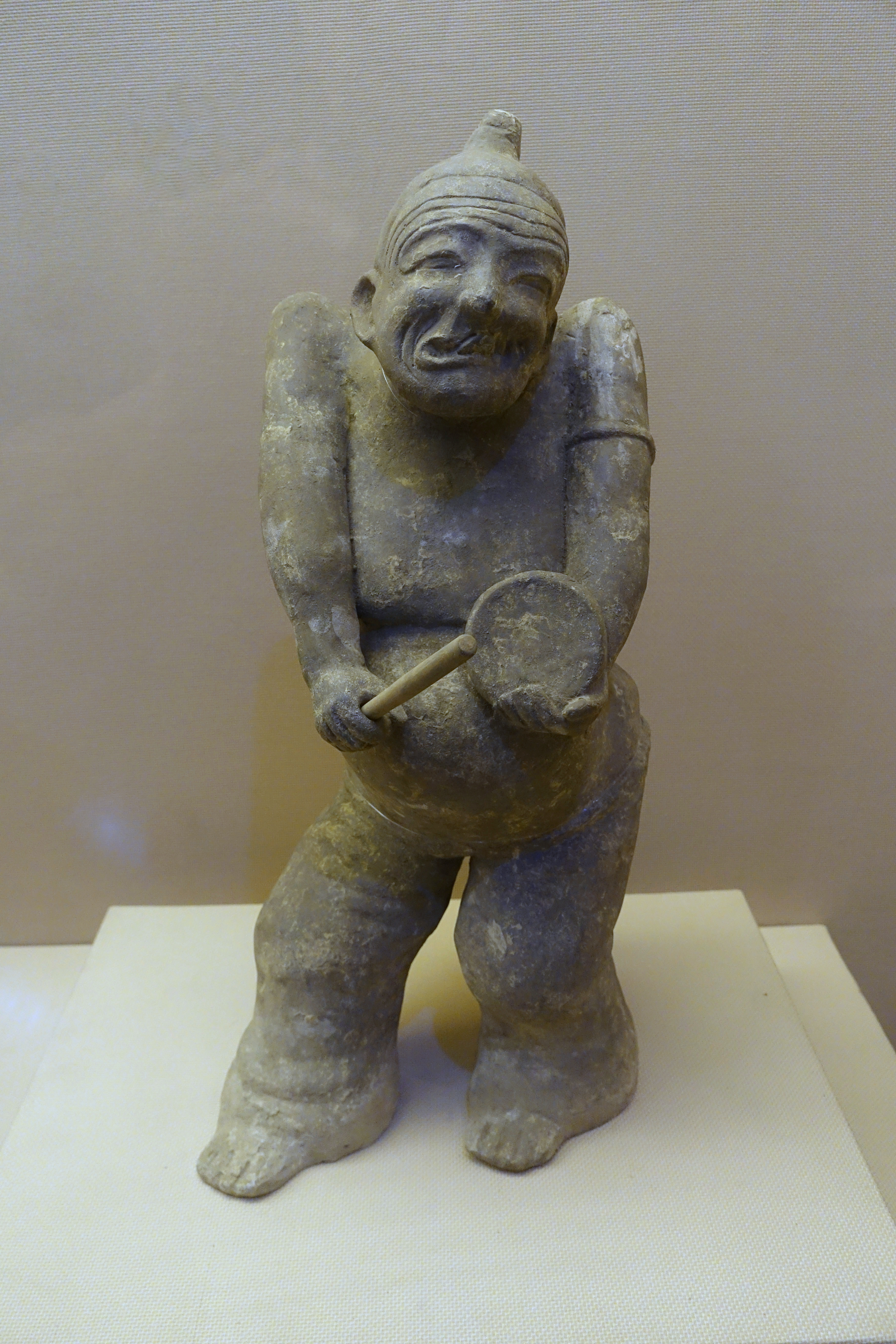
郫县宋家林东汉砖室墓出土的说唱俑，四川博物院藏

### 戰國至秦朝
秦國攻占巴蜀后，设蜀侯国及巴、汉中二郡，立原蜀王之子通为蜀侯，以陈壮为蜀相，將統治範圍向南擴張至四川地區。秦武王元年（前310年），陈壮杀蜀侯通，秦武王命司马错、甘茂讨平蜀地，诛陈壮。秦武王三年（前308年），以蜀侯通之子輝为蜀侯。昭王六年（前301年）煇的后母在蜀侯煇进贡的食物里下毒，陷害蜀侯煇。秦昭襄王派司马错赠剑赐死蜀侯煇，蜀侯煇夫妇自杀。次年以绾为蜀侯，秦昭王二十二年（前285年）疑蜀侯绾反，诛之，废蜀侯，置蜀郡，由秦王派遣的郡守直接管理蜀郡。秦昭王時蜀郡郡守李冰主持設計並建造都江堰、五尺道等水利設施及交通道路，奠定成都平原發展的基礎。

### 兩漢
楚漢戰爭劉邦被項羽封為漢王辖汉中、巴國、蜀國一带，建都南郑（今陕西汉中）為對抗項羽的根據地。西漢建立後設立益州刺史部，州治在雒縣（今四川省廣漢市北）。新莽篡漢後，公孫述割據四川地區自稱蜀王，西元25年自立為帝，国号“成家”，年号“龙兴”定都成都。但於龍興十二年十一月十八日（36年12月24日）敗於東漢，並於該處重新設置刺史部。中平五年(188年)，劉焉鑒於漢朝中央政權衰落，故向朝廷提出用宗室、重臣为州牧，在地方上凌驾于刺史、太守之上，独揽大权以安定百姓。聽侍中廣漢董扶说益州有天子之气，並请求為益州牧，以便在天下大亂時可割據該地，以便實現自己的野心。死後由其子劉璋繼任，由於其為人怯弱導致原本依附于刘焉的漢中張魯驕縱，不聽號令。此后又有曹操將前來襲擊的消息。在內外交逼之下，劉璋聽信手下张松、法正之言，迎接劉備入益州，想藉此抵抗張魯、曹操。劉備藉機奪取益州以實現了隆中對中「跨有荊、益」的計策，並建立一個穩固的基地。後方穩定後，由於漢中接近長安三輔地區是益州出入北方的要地。為避免其被曹操攻佔，故劉備於建安二十二年（217年）發動漢中之戰。此戰是劉備生涯成就的最高峰，不僅僅因為漢中是極重要的戰略要地，也因為以軍事力量從正面擊敗曹操讓劉備的聲威如日中天，自立為漢中王。

## 三国到两晋时代

### 蜀漢主政時期
刘备听取诸葛亮的建议，进驻当今四川的地盘。形成曹魏、蜀漢、東吴三国鼎立的局面。
章武元年（221年），劉備東伐孫吳，直迫南郡西境。旋而大敗，退回蜀中。劉備死後南中益州、牂柯、越巂相繼叛亂，是時蜀漢閉關息民，無暇顧及，暫置南中不管。至建興三年（225年）諸葛亮南征，平定南中益州、牂柯、越巂、永昌的叛亂，然而此後南中屢屢有亂，蜀漢在南中未能具有完全的統治力。建與六年（228年）諸葛亮北伐攻魏，隴右天水、南安、安定3郡相繼投降。然街亭兵敗，蜀漢軍退回漢中，隴右3郡復歸於魏。七年（229年），蜀漢攻魏，取得武都、陰平2郡。於是蜀漢西北邊境直通曹魏隴右地區。此後諸葛亮屢屢北伐，均無攻而返，未能曹魏中取得任何寸土。
延熙三年（240年），越巂太守張嶷平定越巂郡，又平定漢嘉郡夷亂。十一年（248年）鄧芝討平涪陵夷亂。十七年（254年），姜維攻魏隴西郡河關、臨洮等縣，因曹魏援軍到來，乃棄其地，徙民入蜀。十八年（255年），姜維在隴西洮西打敗魏軍，深入魏境，圍攻狄道縣，因魏援軍到來而撤退。景耀元年（258年）姜維籌劃縱敵深入加以殲滅，撤外圍險要之守，諸各軍屯於漢壽、樂城、漢城等地。炎興元年（263年）魏大舉攻蜀漢，漢中、武都、陰平3時一時陷落，蜀漢軍退守劍閣，魏將鄧艾出奇兵自陰平繞劍閣後，克涪城、綿竹，進圍成都。十一月，蜀漢主劉禪投降。遂分蜀汉故地为益、梁二州，各领八郡。

### 西晉主政時期
三家歸晉後，晉武帝結束自東漢末年以來天下紛亂的局面，於是對疆域重新進行劃分整合。雖多承襲三國時期的州制，但對於蜀漢和遼東等較難控管的地區施行進一步的劃分。針對原蜀漢故地除梁、益兩州外，於益州南中地區設置寧州。

### 成漢主政時期
氐人李雄在成都称帝，国号“大成”。至东晋咸康四年（338年）时，李雄侄李寿又改国号为“汉”，历史上因之合称为“成汉”。成汉是“十六国”中最早建立的国家，有今四川东部和云南、贵州一部。347年为东晋所灭。

## 隋唐时代
五胡乱华后，四川地区先后受东晋，前秦，谯纵，南朝的宋、齐、梁，北朝的西魏、北周共8个政权的统治。隋开皇元年（581年）四川并入隋朝版图，隋朝再次统一中国的主体。
唐天佑四年（907年），唐覆灭后，王建、孟知祥先后在四川地区建立起前蜀、后蜀政权，分别历时18年、31年。

## 五代十国前蜀和后蜀时代
五代十国前蜀和后蜀都是晚唐藩镇割据的产物。前蜀是唐「蜀王」西川節度使王建在成都建立的。907年，朱温建梁后，王建不服後梁統治，建國號「大蜀」，史稱「前蜀」，定都成都。王建在位12年，他勵精圖治，注重農桑，興修水利，擴張疆土，實行「與民休息」的政策。前蜀擁有沃地千里、豐饒五穀的成都平原，又因长年没有战争，因此前蜀的經濟、文化、軍事得以迅速發展，成為強國。但918年王建死後，繼承人王衍奢侈無度，殘暴昏庸。公元925年，後唐伐蜀，蜀軍战败，成都淪陷，前蜀滅亡。

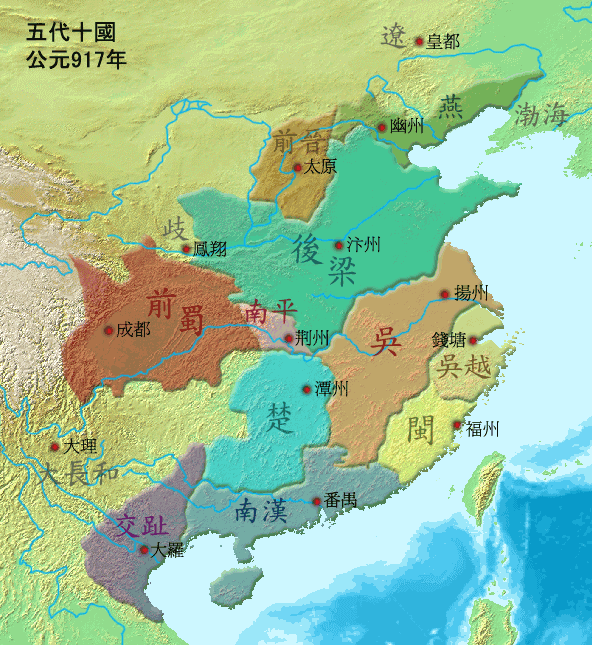
五代十国（917年）之前蜀版圖

公元925年，後唐滅前蜀，孟知祥被任命为节度使。次年，后唐内乱，后唐明宗登基，孟知祥联合东川节度使董璋寻求自立，击败后唐讨伐军，迫使后唐明宗承认现状，又与后唐讲和，并消灭董璋，兼领两川，后唐封他为蜀王。公元934年，后唐闵帝登基，孟知祥拒绝其加官，自立，国号蜀，史称「后蜀」，定都成都。孟知祥只当了7个月皇帝就去世，由其子孟昶继位。孟昶继位之初勵精圖治，扩展疆土，後蜀一度國勢強盛，并得享三十年的和平。因中原先后发生后唐凤翔节度使李从珂起兵夺位和辽朝灭后晋等变故，一些中原节度使投靠后蜀，后蜀疆域超过了之前的前蜀。但也由于蜀境承平日久，孟昶在位後期开始貪圖逸樂、不思國政，朝政变得十分腐敗。公元965年，宋军攻蜀，蜀軍主力在劍門關大败，宋军趁势进攻成都，孟昶出降，後蜀滅亡。

## 宋元时代
宋朝时，四川大多数地方属于宋朝川峡路，后分设西川路和峡西路，后再分西川路为益州路和利州路，分峡西路为梓州路和夔州路，合称四川，设四川制置使，为四川省名的由来，后改益州路为成都府路，改梓州路为潼川府路，分利州路为利州东、西路。
| 路                 | 府（附郭县）       | 屬州，县                                       |
| 益州路（成都府路） | 成都府             | 邛、眉、蜀、彭、綿、漢、嘉、簡、黎、雅、茂、威 |
| 利州路             | 興元               | 利、洋、閬、劍、巴、文、興、蓬、龍             |
| 梓州路             | 懷安县 廣安县      | 梓、遂、果、資、普、昌、戎、瀘、合、榮、渠     |
| 夔州路             | 紹慶府、咸淳、重慶 | 夔、黔、施、忠、萬、達、涪、渝、開             |

元朝四川省为四川行省和西蜀四川道。

## 明清时代

### 蜀地歷史
明洪武四年（1371年），明朝发兵将四川地区并入明朝版图。
明末张献忠农民起义军人川，建立“大西”政权（1644年~1646年），以成都为西京。
张献忠屠蜀以及明末清初的大規模軍事動亂，造成十室九空，大量湖广人移民四川，形成了“湖广填四川”。
清朝为四川总督总管四川省的军民政务。

### 多康歷史
藏地分治後，四川西部南境轄巴塘土司、理塘土司、德格土司與明正土司，通稱康区四大土司；此外，嘉绒十八土司中包含明正土司在內的八土司也屬於南境康區。北境安多地區則由嘉绒十八土司的另外十土司管理。

## 近代

### 保路運動與辛亥革命
宣統三年（1911年），成都獨立，成立大漢四川軍政府，蒲殿俊和尹昌衡先後任都督。民國元年（1912年）3月11日，成都、重慶兩地軍政府合併，成立中華民國四川都督府。民國2年（1913年）6月，袁世凱任命胡景伊為四川都督。民國5年（1916年）5月22日，四川督軍陳宧在四川宣佈獨立，反對袁世凱稱帝。同年6月袁世凱死後，黎元洪繼任為民國大總統，於7月6日任命蔡鍔為四川督軍兼省長。旋蔡鍔病情惡化，於9月離川東渡日本治病。民國7年（1918年），熊克武自任四川靖國軍總司令，並兼攝四川省之軍、民兩政。

### 川系軍閥割據
民國8年（1919年）4月，四川防區制形成，各個防區軍閥割據，相互混戰近十五年之久。其中逐漸形成了劉湘、劉文輝、鄧錫侯、田頌堯、楊森、李家鈺、羅澤洲和劉存厚等八個主要軍閥派系。民國10年（1921年）6月熊克武辭職，推舉劉湘就任川軍總司令兼四川省長。民國13年（1924年）劉湘任川滇邊防督辦，四川善後督辦。民國十七年（1929年）國民政府授於劉文輝為四川省政府主席。民國21年（1932年），劉湘、劉文輝交戰。民國22年（1933年）劉湘邀蔣中正入川平叛。民國23年（1934年）12月劉湘任四川省主席、川康綏靖公署主任，劉文輝任西康省主席。

### 川軍出川抗日
民國26年（1937年），抗日戰爭爆發，中國沿海沿江的各類工礦企業、高等學校和文化團體也紛紛內遷至四川，四川成為中國的大後方。同時300萬川軍出川抗戰，為抗日戰爭作出了傑出的貢獻。
民國28年（1939年）9月，蔣中正兼任四川省主席，同月，重慶成為一等院轄市，一個月後便再升重慶市為陪都。民國29年（1940年）11月，蔣中正辭去四川省主席職務，由張群兼任。同年12月，重慶成為永久陪都，劃離四川省，四川成為戰時的直隸省。

### 國共全面內戰
民國35年（1946年）之後，鄧錫侯、王陵基先後任四川省主席。民國38年（1949年）11月30日，同樣來自四川的劉伯承、鄧小平指揮的第二野戰軍佔領重慶。12月10日，蔣中正攜其子蔣經國，從成都飛往臺灣，從此就再也沒有回到中國大陸。12月11日晚，劉文輝以西康省主席兼二十四軍軍長的名義通電投降解放軍，是為彭縣起義。四川省政府主席王陵基化裝逃亡，被解放軍逮捕。12月27日，解放軍賀龍部進入成都。

## 当代
中华人民共和国建国之后，将四川省分为川東、川西、川南、川北四个行署区。
1952年8月7日，中央人民政府委员会第十七次会议，全国范围内的调整行政区划，撤銷四个行署区，恢復四川省建制。四川省人民政府由此成立，其中原川东行署所在地办公人员从重庆直辖市巴县迁往北碚，成立四川省北碚市。1954年7月，重慶市重新併入四川省，改為省轄市。1955年，撤銷西康省，金沙江以東劃歸四川省。
在1959年至1961年的三年大饥荒时期，一向丰衣足食的四川省除成都平原几个少数城市以外，均遭受了历史上从未有过的饥荒，尤其以人口众多，耕地却较少的川东山区为甚，造成的非正常死亡人口达到940万人，总数居各省前列，其中最严重的达县和重庆达到642万人，占达县和重庆人口的37%，占全川人口的比例也达到13.07%，居各省第二位，是同期国内工农业生产和百姓生存生活受到最大损害的省份。三年灾害对于四川省可以说是一个转折点，让四川省退出了中国发达地区的序列，成为排名中游的中等省份。
1964年起，四川省为三线建设重点地区之一，重庆、成都则是其中的核心。其中重庆市是全国三线建设输入人口最多的城市，从1963年至1974年，共累计输入三线建设人口达到224万人。1997年，重慶市、萬縣市、涪陵市、黔江地区從四川劃出成立新的重慶直轄市。

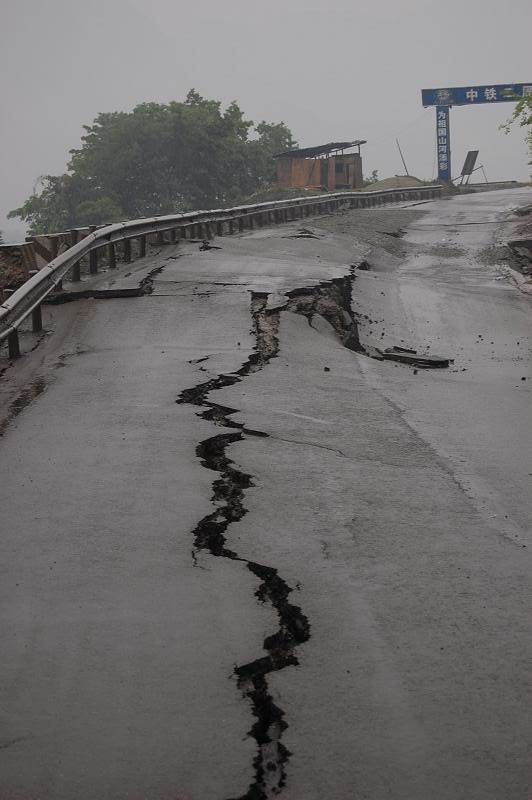
汶川大地震造成四川省都江堰各地道路嚴重损毁

2008年5月12日，四川省发生汶川大地震，共造成69,227到300,000人死亡，374643人受伤，17923人失踪。是中华人民共和国成立以来破坏力最大的地震，也是唐山大地震后伤亡最惨重的一次。地震造成四川、甘肃、陕西等省的灾区直接经济损失共8451亿元人民币，灾区的卫生、住房、校舍、通讯、交通、治安、地貌、水利、生态、少数民族文化等方面受到严重破坏。
2017年，國務院批覆並成立中國（四川）自由貿易試驗區。2019年，四川省GDP在全国31个省份中排名第6位，重新回到中国经济发达的省份。。